# The Naked Director
The Naked Director (全裸監督, Zenra kantoku), ou Le Réalisateur nu au Québec), est une série télévisée japonaise de comédie dramatique semi-biographique en seize épisodes d'environ 45 minutes co-dirigée par Masaharu Take et basée sur le roman biographique de Tōru Muranishi sous le titre 全裸監督 村西とおる伝 (Zenra kantoku: Muranishi Tōru den) écrit par Nobuhiro Motohashi (ja). La série a été diffusée pour la première fois sur Netflix le 8 août 2019 sur Netflix, incluant les pays francophones. Elle met en vedette Takayuki Yamada, Shinnosuke Mitsushima et Tetsuji Tamayama. Le 15 août 2019, Netflix a annoncé que la série était renouvelée pour une seconde saison.

## Synopsis
La série suit l’histoire de « la vie inhabituelle et dramatique de Toru Muranishi, qui a de grandes ambitions et des revers spectaculaires dans sa tentative de renverser l’industrie japonaise de la pornographie ».

## Fiche technique
- Titre original et français : The Naked Director
- Titre québécois : Le Réalisateur nu
- Réalisation : Masaharu Take, Hayato Kawai (ja), Eiji Uchida (ja)
- Scénario : Kōsuke Nishi, Yoshitatsu Yamada, Eiji Uchida, Kana Yamada
- Décors : Rika Nakanishi
- Costumes : Kumiko Ogawa
- Photographie : Hideo Yamamoto
- Montage : Zensuke Hori, Yuriko Hosono, Naoichirô Sagara
- Musique : Taisei Iwasaki
- Casting : Kozue Kogure
- Production : Hiroyuki Akune, Yasuhito Tachibana
- Société de distribution : Netflix
- Pays d'origine :  Japon
- Langue originale : japonais, anglais
- Format : couleur
- Genre : comédie dramatique, semi-biographique
- Durée : 39 - 54 minutes
- Classification : Interdit aux moins de 18 ans.

## Distribution
- Takayuki Yamada (VFB : Bruno Mullenaerts) : Toru Muranishi
- Shinnosuke Mitsushima (ja) (VFB : Alessandro Bevilacqua) : Toshi Arai
- Tetsuji Tamayama (VFB : Quentin Minon) : Kenji Kawada
- Lily Franky (VFB : Laurent Van Wetter) : l'inspecteur Takei
- Misato Morita (ja) (VFB : Séverine Cayron) : Megumi alias Kaoru Kuroki
- Takenori Gotō (ja) (VFB : Pierre Lognay) : Rugby
- Takato Yonemoto (ja) : Jimmy
- Itsuji Itao (VFB : Benoît Grimmiaux) : Ono
- Ryō Ishibashi (VFB : Martin Spinhayer) : Eigo Ikezawa
- Tokio Emoto (VFB : Brieuc Lemaire) : Mitamura
- Sairi Itō (VFB : Delphine Chauvier) : Junko Koseda
- Koyuki : Kayo, la mère de Megumi
- Jun Kunimura (VFB : Jean-Paul Landresse) : Furuya
- Jade Albany Pietrantonio : Allison Mandy
- Ami Tomite : Naoko
- ? (VFB : Daniel Nicodème) : l'inspecteur Mori (ep 2)
- Kimiko Yo : Kozue Muranishi
- Hyunri : la secrétaire d'Izekawa

## Production

### Développement
Le 25 octobre 2018, il a été annoncé que Netflix avait donné à la production une commande de série pour une première saison comprenant huit épisodes,. 
La série est co-dirigée par Masaharu Take et co-écrite par Kosuke Nishi, Yoshitatsu Yamada et Eiji Uchida,,,. Une seconde saison fût annoncée le 15 août 2019 par Netflix.

### Casting
Parallèlement à l'annonce initiale de la série, il a été confirmé que Takayuki Yamada, Shinnosuke Mitsushima et Tetsuji Tamayama seraient les vedettes de la série. En juillet 2019, il a été annoncé que Jade Albany Pietrantonio aurait un rôle dans la série.

### Tournage
Les prises de vues principales pour la première saison ont commencé et se sont terminées en 2018.

## Épisodes

### Première saison (2019)
1. Sous l'emballage (The Hidden Side)
2. Ura-bon (Uncensored)
3. Nouvelle donne (Shake Things Up)
4. Pour de vrai (The Real Thing)
5. Une actrice est née (Blossoming)
6. La Folie des grandeurs (Delusions of Grandeur)
7. La femme est l'avenir de l'homme (Don't Dream It's Over)
8. Une révolution sexuelle (A Sexual Revolution)

### Deuxième saison (2021)
1. Une pluie de sexe
2. Encore et toujours plus
3. Diamant brut
4. Notre grand rêve
5. L'Implosion
6. Hors de contrôle
7. La Chute
8. La Volonté d'une pierre